# Селезінник яйцелистий
{{#ifeq:0|0|{{#if:|{{#if:Aspleniumobovatum|[[]}}|}}}}
Селезінник яйцелистий (Asplenium obovatum) — вид рослин із родини селезінникових (Aspleniaceae), зростає у Середземномор'ї й Атлантичному узбережжі Європи. Підвид Asplenium obovatum subsp. billotii syn. Asplenium billotii — у ЧКУ.

## Опис
Кореневища мають вузькі, шилоподібні, темно-коричневі луски. Листки 10–30 см завдовжки, ланцетні або довгасті або еліптичні в обрисі, світло-зеленого кольору, двоперисті, сегментів 8–20 з кожної сторони листа, найдовші сегменти приблизно на третині відстані від основи пластини до середини, 1–5 см завдовжки; ніжка листка чорнувата й луската при самій основі.

## Поширення
Зростає у Середземномор'ї й Атлантичному узбережжі Європи: Алжир, Азорські острови, Канарські острови, Мадейра, Марокко, Туніс, Гібралтар, Португалія, Іспанія [у т. ч. Балеари], Франція [у т. ч. Корсика], Люксембург, Бельгія, Нідерланди, Велика Британія, Ірландія, Греція [у т. ч. Крит], Італія [у т. ч. Сардинія та Сицилія], Німеччина, Крим, Туреччина.
В Україні вид зростає у гірському Криму.

## Підвидових таксони
Вид включає 5 прийнятих підвидових таксонів:
- Asplenium obovatum subsp. billotii (F.W.Schultz) O.Bolòs, Vigo, Masalles & Ninot — весь ареал крім Туреччини
- Asplenium obovatum subsp. obovatum — південь Європи, північ Африки, аз. і євр. Туреччина
- Asplenium obovatum var. deltoideum Demiriz, Viane & Reichst. — Туреччина (Анатолія)
- Asplenium obovatum var. ibericum Rasbach, K.Rasbach, Reichst., Viane & Bennert — Іспанія
- Asplenium obovatum var. protobillotii Demiriz, Viane & Reichst. — Туреччина (Анатолія)